# Lavikö
Lavikö, finska: Lavikko, är en ö i Finland. Den ligger i Kymmene älv och i kommunen Pyttis i  landskapet Kymmenedalen, i den södra delen av landet, 90 km öster om huvudstaden Helsingfors. Öns area är 22,3 hektar och dess största längd är 0,9 kilometer i nord-sydlig riktning.